# World U-17 Hockey Challenge 2005
Die World U-17 Hockey Challenge 2005 war die 13. Austragung der World U-17 Hockey Challenge, einem Eishockeyturnier für Nachwuchs-Nationalmannschaften der Altersklasse U17. Vom 29. Dezember 2004 bis zum 4. Januar 2005 fand der Wettbewerb in Lethbridge in der kanadischen Provinz Alberta statt. Die Goldmedaille gewann zum zweiten Mal das Team Canada West, das sich im Finale gegen das Team Canada Pacific durchsetzte.

## Modus
Die zehn Teilnehmer wurden in zwei Gruppen mit je fünf Mannschaften eingeteilt. In der Gruppenphase spielte jedes Team einmal gegen alle anderen Gruppenteilnehmer und absolvierte somit vier Spiele. Die jeweiligen Gruppenersten und -zweiten qualifizierten sich für das Halbfinale, das ebenso wie das Finale als K.-o.-Spiel ausgetragen wurde.

## Austragungsort
| \| Lethbridge \|               |
| Austragungsort des Wettbewerbs |
| Lethbridge                     |

| Lethbridge |

## Gruppenphase

### Gruppe A
| 29. Dezember 2004 15:30 Uhr (Ortszeit) | Slowakei Erik Čaládi (20:58) Erik Čaládi (41:41) | 2:2 (0:1, 1:1, 1:0) Spielbericht | Vereinigte Staaten Jim O’Brien (13:18) Erik Johnson (34:12) | Nicholas Sheran Ice Centre, Lethbridge, Alberta Zuschauer: 439 |

| 29. Dezember 2004 19:30 Uhr | Canada Ontario Justin Azevedo (3:22) John Hughes (11:38) Steve Ferry (25:58) Ryan McInerney (33:40) Jordan Staal (52:21) Nathan Martine (56:31) | 6:1 (2:0, 2:0, 2:1) Spielbericht | Deutschland Marcel Müller (47:48) | Nicholas Sheran Ice Centre, Lethbridge, Alberta Zuschauer: 367 |

| 30. Dezember 2004 15:30 Uhr | Slowakei Erik Čaládi (51:42) | 1:4 (0:1, 0:2, 1:1) Spielbericht | Canada West Blair MacAulay (18:38) Jonathan Toews (25:52) Kirt Hill (30:23) Ian Duval (54:07) | Nicholas Sheran Ice Centre, Lethbridge, Alberta Zuschauer: 652 |

| 30. Dezember 2004 19:30 Uhr | Deutschland Robert Bote (59:02) | 1:5 (0:1, 0:4, 1:0) Spielbericht | Vereinigte Staaten Rhett Rakhshani (5:35) Mike Carman (32:00) Kyle Okposo (35:30) Luke Popko (37:36) Kyle Okposo (38:08) | Nicholas Sheran Ice Centre, Lethbridge, Alberta Zuschauer: 302 |

| 31. Dezember 2004 13:00 Uhr | Canada West Blair MacAulay (31:38) Jonathan Toews (43:23) Jonathan Toews (47:58) Brennan Zasitko (55:09) | 4:3 (0:1, 1:1, 3:1) Spielbericht | Canada Ontario Myles Applebaum (0:59) Myles Applebaum (39:47) Ryan McDonough (51:28) | Nicholas Sheran Ice Centre, Lethbridge, Alberta Zuschauer: 907 |

| 31. Dezember 2004 17:00 Uhr | Deutschland | 0:4 (0:2, 0:1, 0:1) Spielbericht | Slowakei Július Šinkovič (1:05) Marek Biro (19:48) Tomáš Brcko (38:18) Rastislav Konečný (50:11) | Nicholas Sheran Ice Centre, Lethbridge, Alberta Zuschauer: 189 |

| 1. Januar 2005 15:30 Uhr | Vereinigte Staaten Jamie McBain (3:43) Bill Sweatt (7:56) Blake Geoffrion (11:49) Ryan Flynn (16:34) Chris Summers (35:36) | 5:7 (4:1, 1:2, 0:4) Spielbericht | Canada Ontario Aaron Snow (16:50) Justin Azevedo (33:36) Cory Emmerton (37:54) Cory Emmerton (42:51) Jordan Staal (52:35) Jamie McGinn (59:39) Jordan Staal (59:46) | Nicholas Sheran Ice Centre, Lethbridge, Alberta |

| 1. Januar 2005 19:30 Uhr | Canada West Jordan Knackstedt (5:52) Kyle Bortis (10:33) Kyle Bortis (12:34) Logan Pyett (23:45) Jonathan Toews (24:08) Ian Duval (36:57) Logan Pyett (52:17) | 7:2 (3:1, 3:1, 1:0) Spielbericht | Deutschland Patrick Hager (8:44) Marcel Müller (38:16) | Nicholas Sheran Ice Centre, Lethbridge, Alberta Zuschauer: 876 |

| 2. Januar 2005 15:30 Uhr | Vereinigte Staaten Chris Summers (7:09) Ryan Flynn (24:09) Bill Sweatt (47:03) | 3:2 (1:0, 1:1, 1:1) Spielbericht | Canada West Jonathan Toews (21:10) Kirt Hill (46:02) | Nicholas Sheran Ice Centre, Lethbridge, Alberta Zuschauer: 959 |

| 2. Januar 2005 19:30 Uhr | Canada Ontario James DeLory (5:21) Ryan McDonough (10:46) Ryan McDonough (15:01) John Armstrong (19:07) Ryan McDonough (19:53) Aaron Snow (22:39) Matt Lahey (31:11) Aaron Snow (35:49) | 8:0 (5:0, 3:0, 0:0) Spielbericht | Slowakei | Nicholas Sheran Ice Centre, Lethbridge, Alberta Zuschauer: 650 |

| Pl. |                    | Sp | S | U | N | Tore  | Punkte |
| 1.  | Canada West        | 4  | 3 | 0 | 1 | 17:09 | 6      |
| 2.  | Canada Ontario     | 4  | 3 | 0 | 1 | 24:10 | 6      |
| 3.  | Vereinigte Staaten | 4  | 2 | 1 | 1 | 15:12 | 5      |
| 4.  | Slowakei           | 4  | 1 | 1 | 2 | 07:14 | 3      |
| 5.  | Deutschland        | 4  | 0 | 0 | 4 | 04:22 | 0      |

Abkürzungen: Pl. = Platz, Sp = Spiele, S = Siege (auch nach Verlängerung (Overtime) oder Penaltyschießen), U = Unentschieden, N = Niederlagen

Erläuterungen: Qualifikant für das Halbfinale

### Gruppe B
| 29. Dezember 2004 15:30 Uhr (Ortszeit) | Tschechien Jiří Tlustý (38:51) | 1:4 (0:1, 1:3, 0:0) Spielbericht | Finnland Nico Aaltonen (2:45) Juuso Puustinen (23:34) Tomi Ståhlhammar (28:49) Tomi Ståhlhammar (32:21) | ENMAX Centre, Lethbridge, Alberta Zuschauer: 925 |

| 29. Dezember 2004 19:30 Uhr | Canada Québec Benjamin Breault (13:19) Dany Massé (30:09) | 2:3 (1:0, 1:3, 0:0) Spielbericht | Canada Pacific Mitch Fadden (20:23) Mitch Fadden (31:34) Tyler Swystun (35:31) | ENMAX Centre, Lethbridge, Alberta Zuschauer: 2.253 |

| 30. Dezember 2004 15:30 Uhr | Tschechien Jiří Tlustý (20:36) Frantisek Moscic (51:24) | 2:7 (0:3, 1:2, 1:2) Spielbericht | Canada Atlantic Chris Culligan (3:03) Graham Bona (9:55) Logan MacMillan (16:24) Blake Gallagher (28:16) Brad Marchand (35:50) Blake Gallagher (47:32) James Sheppard (52:42) | ENMAX Centre, Lethbridge, Alberta Zuschauer: 753 |

| 30. Dezember 2004 19:30 Uhr | Canada Pacific Robert Skinner (22:44) Tyler Swystun (25:45) Mitch Fadden (37:02) Travis Novak (48:17) Tyler Swystun (49:46) Mitch Fadden (52:34) J. P. Szaszkiewicz (54:47) | 7:7 (0:2, 3:3, 4:2) Spielbericht | Finnland Jiri Veistola (5:06) Juuso Puustinen (8:09) Jiri Veistola (22:24) Juuso Puustinen (33:11) Juuso Antonen (37:00) Juuso Puustinen (41:34) Timo Rinne (43:13) | ENMAX Centre, Lethbridge, Alberta Zuschauer: 2.516 |

| 31. Dezember 2004 13:00 Uhr | Canada Atlantic Brad Marchand (38:27) Robert Slaney (43:57) Blake Gallagher (46:32) Ryan Hillier (53:28) Brad Marchand (59:11) | 5:2 (0:0, 1:2, 4:0) Spielbericht | Canada Québec François Bouchard (29:32) Peter-James Corsi (31:43) | ENMAX Centre, Lethbridge, Alberta Zuschauer: 867 |

| 31. Dezember 2004 17:00 Uhr | Canada Pacific Mitch Fadden (0:39) Brady Calla (31:49) | 2:2 (1:2, 1:0, 0:0) Spielbericht | Tschechien David Stieler (6:54) Zbyněk Hampl (13:42) | ENMAX Centre, Lethbridge, Alberta Zuschauer: 765 |

| 1. Januar 2005 15:30 Uhr | Canada Atlantic Pat O’Keefe (4:12) Robert Slaney (21:43) | 2:5 (1:1, 1:2, 0:2) Spielbericht | Canada Pacific Ben Maxwell (7:06) Zach Hamill (31:18) Zach Hamill (33:48) Robert Skinner (40:50) Tyler Swystun (54:39) | ENMAX Centre, Lethbridge, Alberta Zuschauer: 2.342 |

| 1. Januar 2005 19:30 Uhr | Finnland Jan-Mikael Juutilainen (14:31) Mikko Kukkonen (25:28) Jan-Mikael Juutilainen (27:47) Juuso Puustinen (29:19) Timo Rinne (34:16) Timo Rinne (50:55) | 6:3 (1:1, 4:1, 1:1) Spielbericht | Canada Québec Benjamin Breault (11:05) Hugo Carpentier (35:32) Michael Dubuc (45:49) | ENMAX Centre, Lethbridge, Alberta Zuschauer: 1.149 |

| 2. Januar 2005 15:30 Uhr | Finnland | 0:5 (0:2, 0:0, 0:3) Spielbericht | Canada Atlantic James Sheppard (0:36) James Sheppard (13:05) Brad Marchand (43:01) James Sheppard (50:03) Brad Marchand (55:33) | ENMAX Centre, Lethbridge, Alberta Zuschauer: 758 |

| 2. Januar 2005 19:30 Uhr | Canada Québec Pier-Alexandre Poulin (8:09) Stefan Chaput (14:26) Stefan Chaput (16:43) Peter-James Corsi (50:40) Stefan Chaput (52:27) | 5:7 (3:3, 0:2, 2:2) Spielbericht | Tschechien Jan Semorád (2:22) Jiří Tlustý (3:46) Michal Kazatel (9:19) Marek Polák (29:29) Jiří Krejčí (30:02) Ivo Mocek (42:50) Marek Polák (58:27) | ENMAX Centre, Lethbridge, Alberta Zuschauer: 652 |

| Pl. |                 | Sp | S | U | N | Tore  | Punkte |
| 1.  | Canada Pacific  | 4  | 2 | 2 | 0 | 17:13 | 6      |
| 2.  | Canada Atlantic | 4  | 3 | 0 | 1 | 19:09 | 6      |
| 3.  | Finnland        | 4  | 2 | 1 | 1 | 17:16 | 5      |
| 4.  | Tschechien      | 4  | 1 | 1 | 2 | 12:18 | 3      |
| 5.  | Canada Québec   | 4  | 0 | 0 | 4 | 12:21 | 0      |

Abkürzungen: Pl. = Platz, Sp = Spiele, S = Siege (auch nach Verlängerung (Overtime) oder Penaltyschießen), U = Unentschieden, N = Niederlagen

Erläuterungen: Qualifikant für das Halbfinale

## Platzierungsspiele

### Spiel um Platz 9
| 3. Januar 2005 12:00 Uhr (Ortszeit) | Deutschland Robert Bote (10:47) Bruce Becker (35:29) Patrick Hager (41:12) | 3:8 (1:2, 1:2, 1:4) Spielbericht | Canada Québec Michael Dubuc (13:01) Alexandre Monahan (17:21) François Bouchard (27:58) Peter-James Corsi (37:17) Alexandre Monahan (41:25) Pascal Boutin (44:54) Jason Legault (51:33) Alexandre Monahan (54:06) | ENMAX Centre, Lethbridge, Alberta Zuschauer: 428 |

### Spiel um Platz 7
| 3. Januar 2005 15:30 Uhr | Tschechien Jiří Tlustý (20:27) Jakub Ciupa (21:57) David Stieler (26:23) Jiří Tlustý (32:20) Martin Látal (45:21) Pavel Kubena (49:27) Martin Látal (54:57) | 7:2 (0:0, 4:1, 3:1) Spielbericht | Slowakei Lukáš Zeliska (24:44) Patrik Lušňák (51:05) | Nicholas Sheran Ice Centre, Lethbridge, Alberta Zuschauer: 265 |

### Spiel um Platz 5
| 3. Januar 2005 15:30 Uhr | Vereinigte Staaten Erik Johnson (1:28) Rhett Rakhshani (4:45) Rhett Rakhshani (16:27) Steve Sperry (30:41) Patrick Kane (32:32) Chad Morin (38:19) Jim O’Brien (42:23) Chris Atkinson (53:11) Blake Geoffrion (54:59) | 9:2 (3:2, 3:0, 3:0) Spielbericht | Finnland Antti Reivonen (3:49) Juuso Antonen (7:23) | ENMAX Centre, Lethbridge, Alberta Zuschauer: 453 |

## Finalrunde
|  | Halbfinale | Halbfinale      | Halbfinale |  |  | Finale | Finale         | Finale |
|  |            |                 |            |  |  |        |                |        |
|  |            |                 |            |  |  |        |                |        |
|  | A1         | Canada West     | 7          |  |  |        |                |        |
|  | B2         | Canada Atlantic | 3          |  |  |        |                |        |
|  |            |                 |            |  |  | A1     | Canada West    | 3      |
|  |            |                 |            |  |  | B1     | Canada Pacific | 1      |
|  | B1         | Canada Pacific  | 9          |  |  |        |                |        |
|  | A2         | Canada Ontario  | 1          |  |  |        |                |        |
|  |            |                 |            |  |  |        |                |        |

### Halbfinale
| 3. Januar 2005 19:30 Uhr (Ortszeit) | Canada West Blair MacAulay (6:45) Ian Duval (28:08) Jonathan Toews (34:20) Ryan White (37:18) Ryan White (46:01) Kyle Bortis (47:09) Kyle Bortis (51:28) | 7:3 (1:1, 3:1, 3:1) Spielbericht | Canada Atlantic James Sheppard (7:36) Blake Gallagher (25:55) Blake Gallagher (43:44) | Nicholas Sheran Ice Centre, Lethbridge, Alberta Zuschauer: 1.045 |

| 3. Januar 2005 19:30 Uhr | Canada Pacific Mitch Fadden (12:30) J. P. Szaszkiewicz (17:46) Ben Maxwell (19:29) Brady Calla (19:46) Jordan Baker (27:42) Matthew Cline (28:57) Tyler Swystun (37:19) Tyler Swystun (43:51) Travis Novak (49:02) | 9:1 (4:1, 3:0, 2:0) Spielbericht | Canada Ontario Cory Emmerton (15:54) | ENMAX Centre, Lethbridge, Alberta Zuschauer: 2.463 |

### Spiel um Platz 3
| 4. Januar 2005 15:00 Uhr | Canada Ontario Ryan McDonough (19:08) Myles Applebaum (26:57) Myles Applebaum (33:26) Nathan Martine (45:22) | 4:5 (1:2, 2:1, 1:2) Spielbericht | Canada Atlantic Blake Gallagher (1:49) James Sheppard (7:24) Andrew White (25:03) Blake Gallagher (41:39) Ryan Hillier (57:19) | ENMAX Centre, Lethbridge, Alberta Zuschauer: 1.269 |

### Finale
| 4. Januar 2005 20:00 Uhr | Canada Pacific J. P. Szaszkiewicz (32:26) | 1:3 (0:0, 1:1, 0:2) Spielbericht | Canada West Kyle Bortis (29:32) Jonathan Toews (46:54) Jonathan Toews (59:47) | ENMAX Centre, Lethbridge, Alberta Zuschauer: 3.663 |

### Sieger – Team Canada West
| Sieger der World U-17 Hockey Challenge 2005 Team Canada West | Torhüter: Kevin Armstrong, Ryan Nieszner Verteidiger: Chad Erb, Justin Guttek, Logan Pyett, Craig Schira, Zach Sim, Kirk Thompson, Matt Walters Angreifer: Kyle Bortis, Keegan Dansereau, Ian Duval, Kirt Hill, Bud Holloway, Dwight King, Jordan Knackstedt, Blair MacAulay, Ryan McDonald, Mike Reich, Jonathan Toews, Ryan White, Brennan Zasitko Trainer: Roland Duplessis |

## Beste Scorer
Abkürzungen: Sp = Spiele, T = Tore, V = Vorlagen, Pkt = Punkte, SM = Strafminuten; Fett: Bestwert
| Spieler         | Team            | Sp | T | V | Pkt | SM |
| --------------- | --------------- | -- | - | - | --- | -- |
| Jonathan Toews  | Canada West     | 6  | 8 | 4 | 12  | 2  |
| Kyle Bortis     | Canada West     | 6  | 5 | 6 | 11  | 0  |
| Brad Marchand   | Canada Atlantic | 6  | 5 | 6 | 11  | 10 |
| Ryan McDonough  | Canada Ontario  | 6  | 5 | 6 | 11  | 2  |
| Ryan White      | Canada West     | 6  | 2 | 9 | 11  | 6  |
| James Sheppard  | Canada Atlantic | 6  | 6 | 4 | 10  | 6  |
| Tyler Swystun   | Canada Pacific  | 6  | 6 | 3 | 9   | 4  |
| Jiří Tlustý     | Tschechien      | 5  | 5 | 4 | 9   | 4  |
| Ben Maxwell     | Canada Pacific  | 6  | 2 | 7 | 9   | 4  |
| Blake Gallagher | Canada Atlantic | 6  | 7 | 1 | 8   | 2  |

## Abschlussplatzierungen
| Pl. | Team               |
| --- | ------------------ |
| 1   | Canada West        |
| 2   | Canada Pacific     |
| 3   | Canada Atlantic    |
| 4   | Canada Ontario     |
| 5   | Vereinigte Staaten |
| 6   | Finnland           |
| 7   | Tschechien         |
| 8   | Slowakei           |
| 9   | Canada Québec      |
| 10  | Deutschland        |